# Hit 'Em High (The Monstars Anthem)
Hit 'Em High (The Monstars' Anthem) is een nummer van de Amerikaanse rappers B-Real, Coolio, Method Man, LL Cool J en Busta Rhymes uit 1997. Het is de vierde single van de soundtrack van de film Space Jam.
"Hit 'Em High" flopte in Amerika, maar werd in diverse Europese landen wel een hit. De rapplaat wist de 4e positie te bereikten in de Nederlandse Top 40. In de Vlaamse Ultratop 50 was het met een 35e positie een stuk minder succesvol.